# Chrysocharis caribea
Chrysocharis caribea är en stekelart som beskrevs av Boucek 1977. Chrysocharis caribea ingår i släktet Chrysocharis och familjen finglanssteklar. Inga underarter finns listade i Catalogue of Life.